# Alexis Ballot-Beaupré
Pour les articles homonymes, voir Ballot et Beaupré.
Alexis Ballot-Beaupré (Saint-Denis de La Réunion, le 15 septembre 1839 - Paris, le 16 mars 1917) est un magistrat français.

## Biographie
Fils d'un inspecteur de la Marine, avocat à la cour d'appel de Paris en 1857, docteur en droit en 1859, Alexis Ballot-Beaupré est substitut à Montbrison en avril 1862, puis à Marseille en juillet 1865. 
Procureur à Toulon en 1872, il est procureur général à Bastia en 1876. Chef du Parquet à Nancy en 1878, il y devient premier président de la cour d'appel en octobre 1879. 
Conseiller à la Cour de cassation à partir du 3 novembre 1882, il y prend la succession de Quesnay de Beaurepaire à la présidence de la chambre civile, le 10 janvier 1899. À ce poste, il jouera un rôle important dans l'Affaire Dreyfus et dans sa résolution.
Il est premier président de la Cour de cassation de 1900 à 1911.
Il est inhumé au cimetière du Père-Lachaise (5e division),.

## Distinctions
Le 7 février 1878, Alexis Ballot-Beaupré est nommé au grade de chevalier dans l'ordre national de la Légion d'honneur puis fait chevalier de l'ordre le 9 mars 1818, promu au grade d'officier dans l'ordre le 13 juillet 1880 puis fait officier de l'ordre le 14 août 1880, promu au grade de commandeur dans l'ordre le 29 juillet 1901 puis fait commandeur de l'ordre, élevé à la dignité de grand-officier dans l'ordre le 30 décembre 1906 et fait grand-officier de l'ordre le 7 janvier 1907, élevé à la dignité de grand-croix dans l'ordre le 18 janvier 1911 et fait grand-croix de l'ordre le 21 janvier 1911 par le président de la République, Armand Fallières.
Alexis Ballot-Beaupré est officier d'académie.[réf. nécessaire]

## Pour approfondir